# Hwajeon-dong
Hwajeon-dong (koreanska: 화전동) är en stadsdel i staden Goyang i  provinsen Gyeonggi i den nordvästra delen av Sydkorea, 11 km nordväst om huvudstaden Seoul. Den ligger i stadsdistriktet Deogyang-gu.